# Nové Město na Moravě zastávka
Nové Město na Moravě zastávka – przystanek kolejowy w miejscowości Nové Město na Moravě, w kraju Wysoczyna, w Czechach Znajduje się na wysokości 610 m n.p.m.
Na przystanku nie ma możliwości zakupu biletów, a obsługa podróżnych odbywa się w pociągu.

## Linie kolejowe
- 251 Žďár nad Sázavou - Nové Město na Moravě - Tišnov